# Tät fransmossa
Tät fransmossa (Ptilidium pulcherrimum) är en mossa i divisionen levermossor. Det är Ångermanlands landskapsmossa.